# فرودگاه ایالتی میددلبوری
فرودگاه ایالتی میددلبوری (به انگلیسی: Middlebury State Airport) یک فرودگاه همگانی بهره‌برداری هوایی است که یک باند فرود آسفالت دارد و طول باند آن ۷۶۲ متر است. این فرودگاه در کشور ایالات متحده آمریکا قرار دارد و در ارتفاع ۱۴۹ متری از سطح دریا واقع شده‌است.